# Wspólnota administracyjna Mamming
Wspólnota administracyjna Mamming – wspólnota administracyjna (niem. Verwaltungsgemeinschaft) w Niemczech, w kraju związkowym Bawaria, w rejencji Dolna Bawaria, w regionie Landshut, w powiecie  Dingolfing-Landau. Siedziba wspólnoty znajduje się w miejscowości Mamming.
Wspólnota administracyjna zrzesza dwie gminy wiejskie: 
- Gottfrieding, 2 116 mieszkańców, 27,09 km²
- Mamming, 2 906 mieszkańców, 41,49 km²